# Manuel de Arriaga
Manuel José de Arriaga Brum da Silveira e Peyrelongue (8. července 1840 Horta – 5. března 1917 Lisabon) byl portugalský právník a politik. Stal se prvním prezidentem Portugalské republiky, zastával svůj úřad v letech 1911–1915. Byl rovněž prvním generálním prokurátorem Portugalska.

## Život
Narodil se do šlechtické rodiny na Azorských ostrovech. Jeho bratranec Bernardo de Sá Nogueira de Figueiredo byl pětinásobným portugalským premiérem. Manuel vystudoval práva na Univerzitě v Coimbře (1860 až 1865). Zde se nadchl pro filozofický pozitivismus, demokracii a republikánství. Jeho republikánství také způsobilo roztržku mezi ním a jeho konzervativním, monarchisticky orientovaným otcem. Otec s ním přerušil styky a vydědil ho, což Manuela přimělo přivydělávat si jako soukromý učitel. Po ukončení studií pracoval jako advokát v Lisabonu. Toužil učit, ale místo na univerzitě ani polytechnice se mu získat nepodařilo. Držel se tedy zavedené advokátské praxe. K jeho klientům patřil i António José de Almeida, budoucí prezident.
Stal se členem Portugalské republikánské strany (Partido Republicano Português). Mezi republikány patřil k pragmatikům, kteří nepropadali antiklerikálnímu radikalismu a udržoval dobré vztahy s římskokatolickou církví. Po ustavení republiky (1910) se stal rektorem univerzity v Coimbře. Prozatímní vláda ho brzy jmenovala též generálním prokurátorem republiky. Jako jedna ze starších osobností republikánského hnutí (bylo mu již 71 let) byl 24. srpna 1911 zvolen prezidentem. O funkci dle svých slov neusiloval a přijal ji jako břímě “pro dobro republiky”.
Republikánské ideje zpočátku prezidentský úřad značně zprofánněly. Prezidentské sídlo si musel Arriaga zařídit na vlastní náklady, musel v něm platit nájem a neměl žádné státní příspěvky na dopravu ani osobního tajemníka (Arriaga proto požádal svého syna, aby plnil tuto funkci). Navíc ho čekala mimořádně rozjitřená společenská atmosféra. Během jeho mandátu padlo několik vlád, došlo k osmi změnám v úřadu předsedy vlády, k mnoha nepokojům v ulicích, násilným akcím proti církvi a také kontrarevolučním monarchistickým povstáním. Arriaga, znechucen tím vším, zašel tak daleko, že oznámil svůj záměr rezignovat, pokud se nepodaří dosadit koaliční nebo nestranickou vládu, která vyřeší otázku amnestie pro rebely a odluky církve od státu. Následující vláda udělila amnestii těm, kteří nebyli obviněni z násilných činů, ale s tématem odluky nepohnula. Arriaga, navíc v situaci první světové války, vložil důvěru v generála Joaquima Pimentu de Castra a pověřil ho sestavením nové vlády. Castro však za své ministry vybral sedm vojenských důstojníků. Nepovolil znovuotevření parlamentu, provedl změny volebního zákona a začal vládnout jako diktátor.
Poslanci, kteří se tajně sešli 4. května 1915 v Palácio da Mitra, prohlásili činy Arriagy a Pimenta de Castra za neplatné. 14. května vypuklo ozbrojené povstání vyvolané členy Demokratické strany, podporované částí námořnictva. Začala tak v podstatě občanská válka. Na obou stranách bylo mnoho mrtvých a zraněných. Pacifista Arriaga tím byl šokován a dvanáct dní po začátku povstání rezignoval na prezidentský úřad. Ve svém rezignačním dopise uvedl, že povstání je zbytečné, protože Pimento de Castro není větším diktátorem než dřívější vlády, a zdůraznil, že zákony schválené po vypuknutí první světové války tak jak tak daly vládám neobvyklé válečné pravomoci. Manuel de Arriaga byl po rezignaci nahrazen ve funkci Teófilo Bragou. Zemřel v Lisabonu o dva roky později, zlomený a nešťastný z kampaně, která proti němu byla vedena jako proti "zrádci republikánské věci". Až později byla jeho pověst zlepšena několika intelektuály a novináři, kteří vyzdvihli jeho „inteligenci, vlastenectví, toleranci a čest“. V roce 2004 byly rozhodnutím Republikového shromáždění jeho ostatky přesunuty do Národního panteonu.